# Yeşilova, Eleşkirt
Yeşilova là một xã thuộc huyện Eleşkirt, tỉnh Ağrı, Thổ Nhĩ Kỳ. Dân số thời điểm năm 2011 là 930 người.